# Hessen-Philippsthal

Wappen des Hauses Hessen-Philippsthal (um 1860)

Hessen-Philippsthal (auch Hessen-Philippstal) ist eine paragierte Nebenlinie des Hauses Hessen, benannt nach der ehemaligen Residenz Schloss Philippsthal in der Gemeinde Philippsthal bei Vacha an der Werra.

## Geschichte
Die Linie wurde im Jahr 1685 von Philipp I. (* 14. Dezember 1655, † 18. Juni 1721), dem dritten Sohn des Landgrafen Wilhelm VI. von Hessen-Kassel und der Prinzessin Hedwig Sophie von Brandenburg, begründet. Der Name des Hauses bezieht sich auf das Schloss Philippsthal, das ab 1685 in Kreuzberg (heute Philippsthal) von Philipp I. auf den Resten des zuvor zum Stift Hersfeld gehörenden und 1568 aufgehobenen Benediktinerinnen-Klosters Kreuzberg erbaut wurde. Die Familie wurde daher gelegentlich auch nach dem damaligen Ortsnamen Hessen-Kreuzberg oder Hessen-Kreuzburg genannt.
1678 fielen Schloss und Gut Herleshausen als erledigtes Lehen an Landgraf Karl von Hessen-Kassel zurück, der es seinem Bruder Philipp zunächst als Lehen und später zum Eigentum übertrug. 1821 erhielt das Schloss den Namen „Augustenau“, nach der früh verstorbenen Gemahlin des Landgrafen Carl, Auguste von Hohenlohe-Ingelfingen.
Landgrafen aus der Linie Hessen-Philippsthal folgten bis in das 20. Jahrhundert. Nach dem Tode des Ernst von Hessen-Philippsthal 1925 fiel sein Erbe an einen Seitenzweig dieser Linie, Hessen-Philippsthal-Barchfeld, benannt nach dem Ort Barchfeld in der bis 1944 noch hessischen Exklave Herrschaft Schmalkalden. Dieser Zweig war 1721 von Philipps zweitem Sohn, Wilhelm, begründet worden. Seither haben die Prinzen von Hessen-Philippsthal-Barchfeld bis heute ihren Sitz auf Schloss Augustenau in Herleshausen.
Beide Linien erhielten 1880 von Preußen aus dem kurhessischen Fideikommiss eine Rente von 300.000 Mark. Die Hauptlinie Philippsthal erhielt – neben ihren schon vorhandenen Besitzen Philippsthal und Herleshausen – noch das Schloss Schönfeld (Kassel) zugesprochen, der Barchfelder Zweig das Schloss Rotenburg. Bis auf Schloss Augustenau in Herleshausen wurden diese Besitzungen jedoch in der ersten Hälfte des 20. Jahrhunderts verkauft.

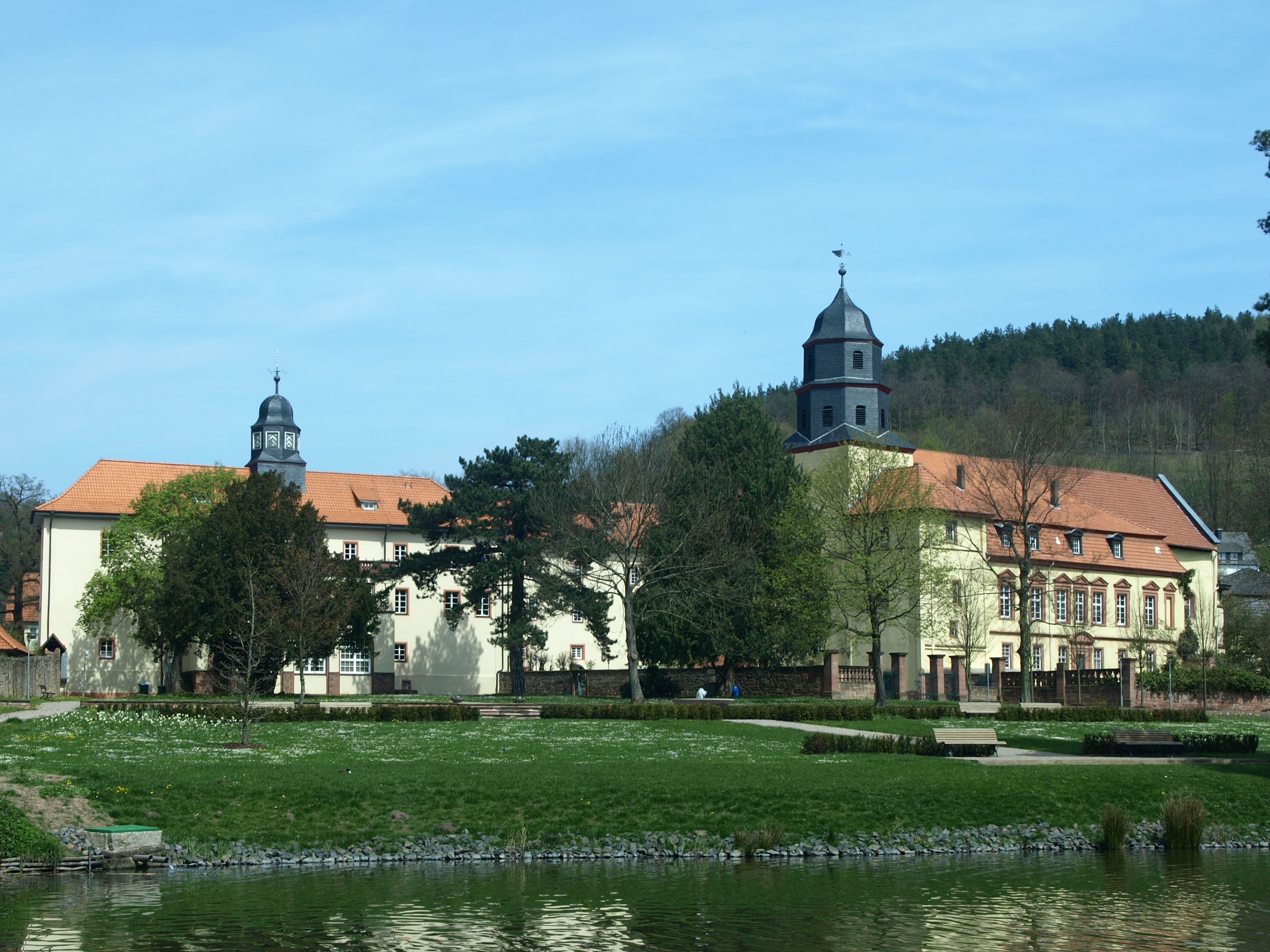
Schloss Philippsthal
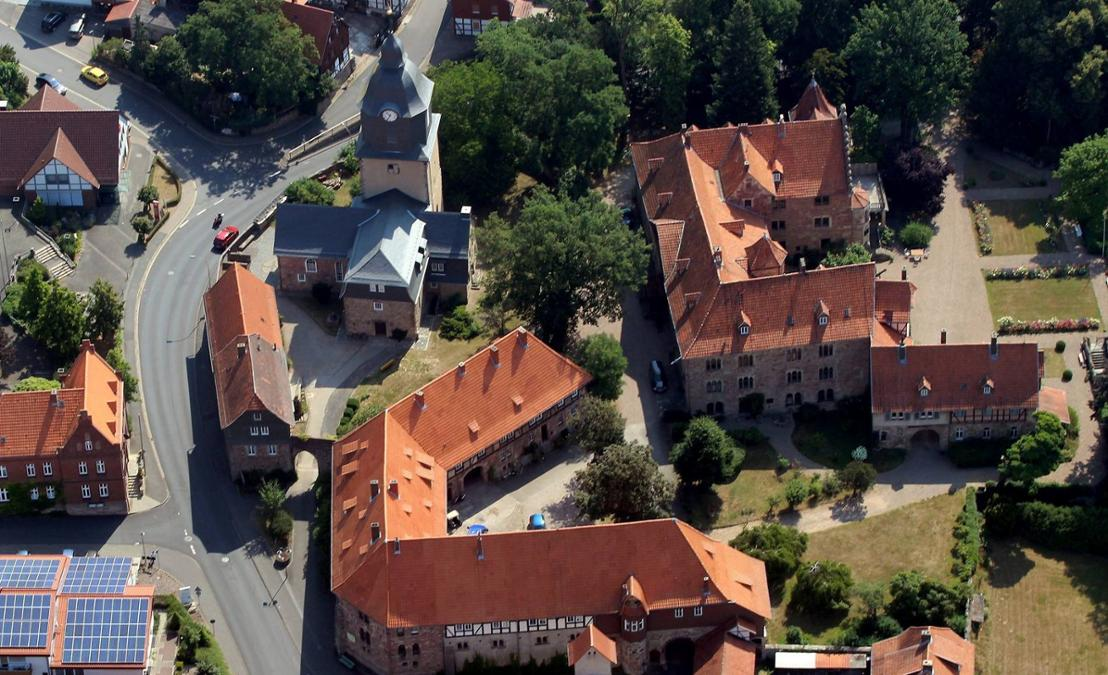
Schloss Augustenau, Herleshausen
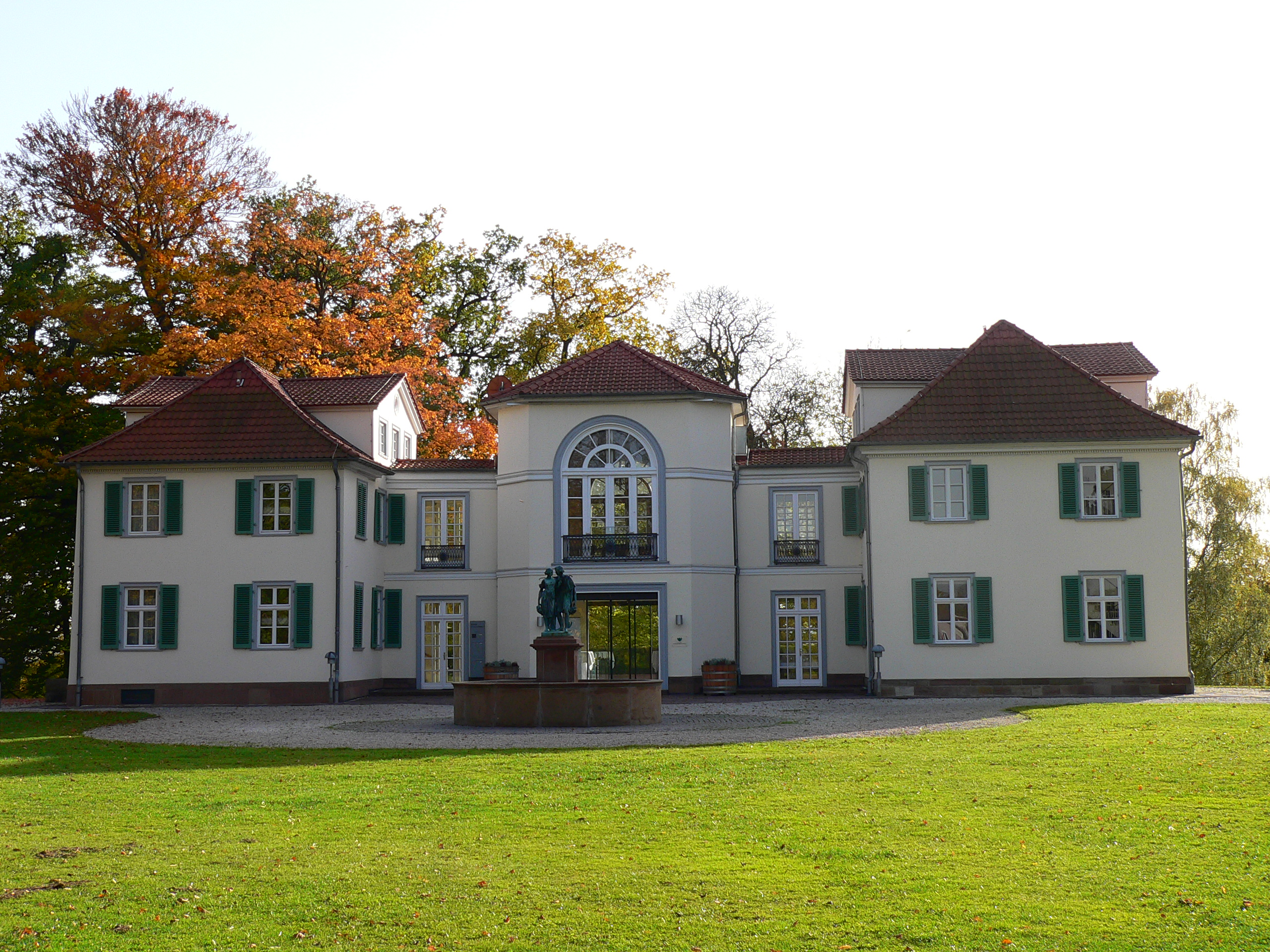
Schloss Schönfeld (Kassel)
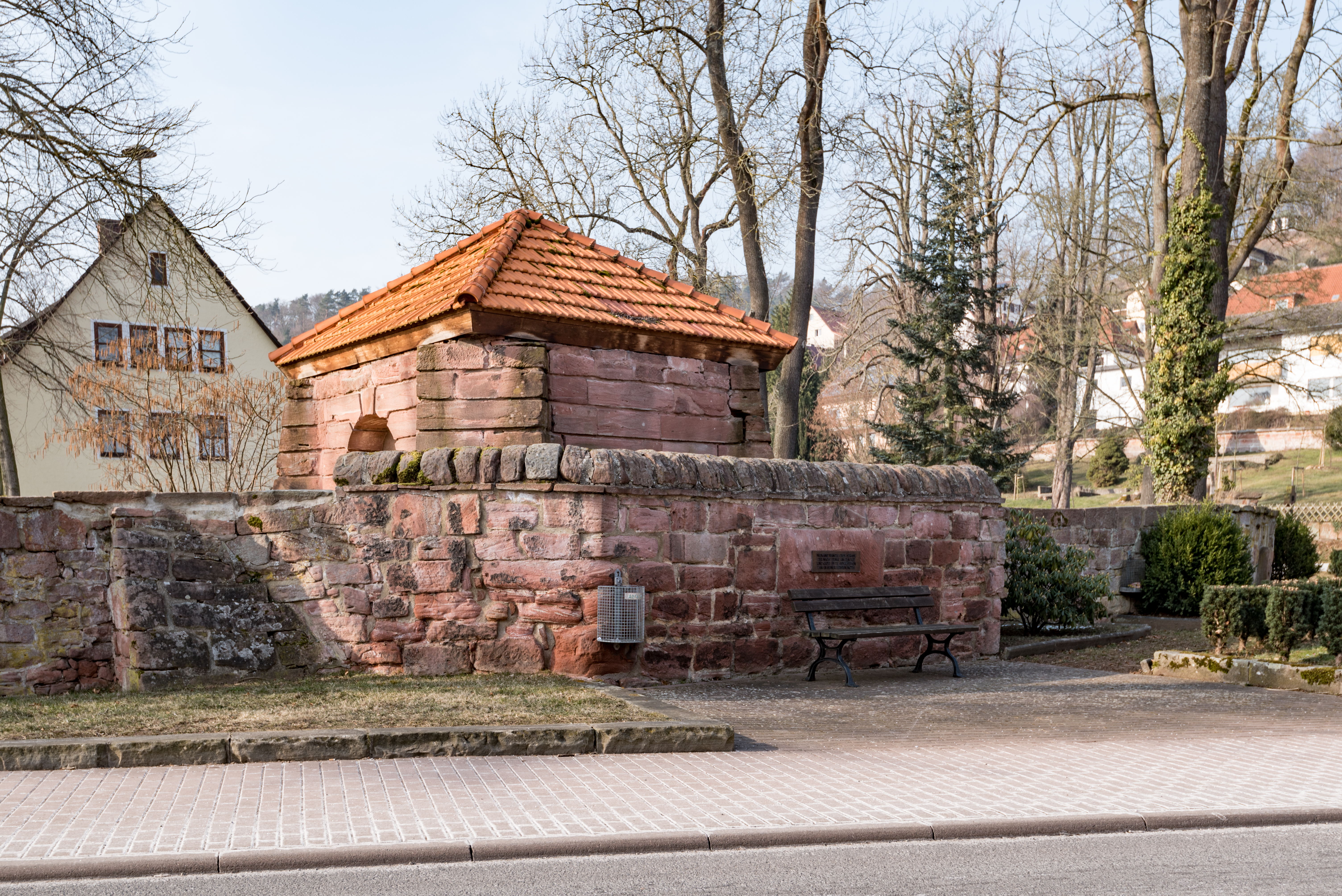
Grablege der Landgrafen von Hessen-Philippsthal 1810 bis 1899 in Philippsthal

Die Hessen-Kasseler Nebenlinien Hessen-Philippsthal-Barchfeld und Hessen-Rumpenheim sind die einzigen heute noch bestehenden Linien des Hauses Hessen.

## Familienmitglieder

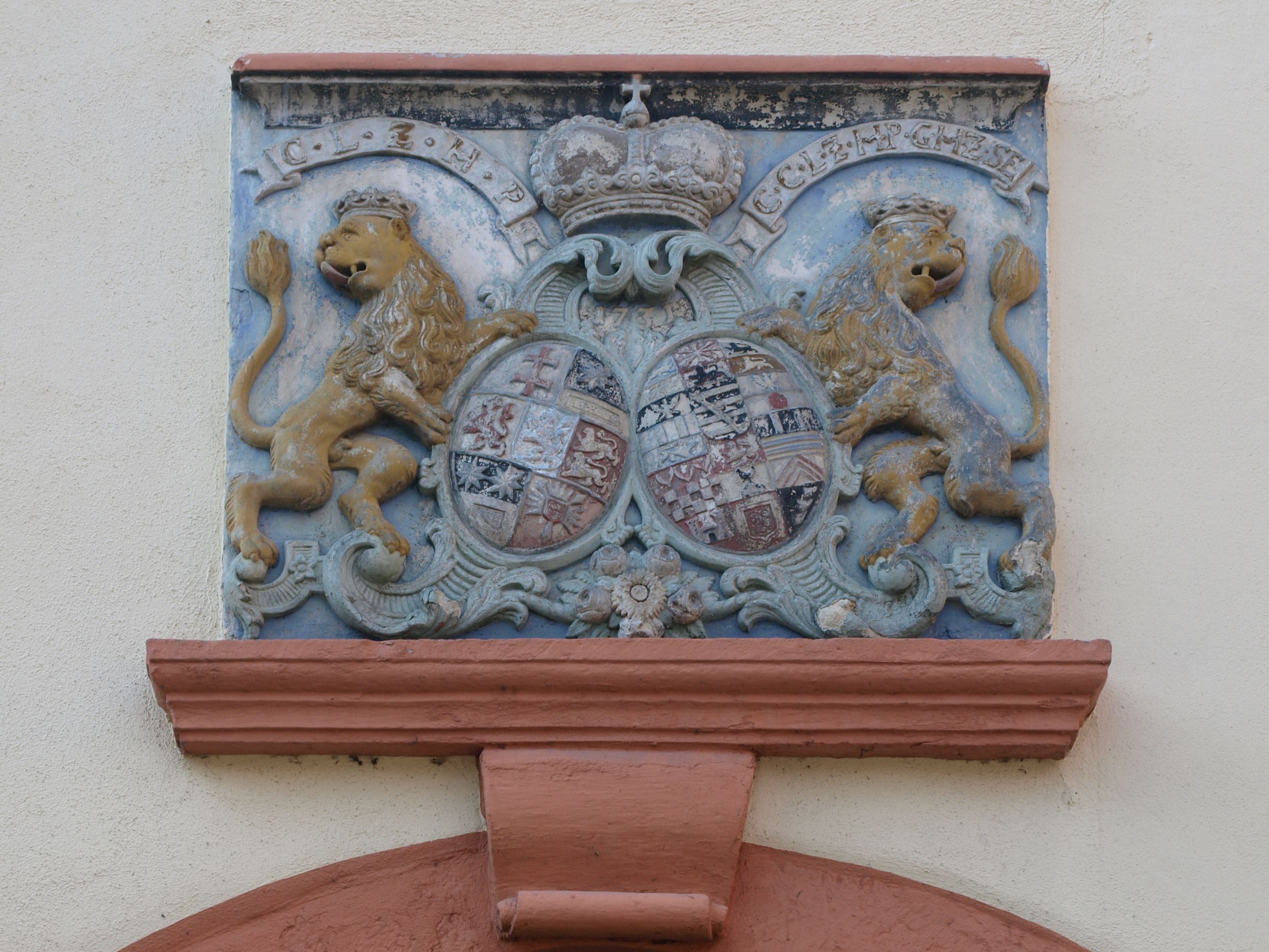
Allianzwappen am Schloss Philippsthal (links von Landgraf Karl von Hessen-Philippsthal und rechts von Katharine Christine von Sachsen-Eisenach)

- Adolf (Hessen-Philippsthal-Barchfeld) (1743–1803), Landgraf von Hessen-Philippsthal-Barchfeld
- Charlotte Amalie von Hessen-Philippsthal (1730–1801), Herzogin und von 1763 bis 1782 Regentin von Sachsen-Meiningen
- Ernst Konstantin (Hessen-Philippsthal) (1771–1849), Landgraf von Hessen-Philippsthal
- Ernst von Hessen-Philippsthal (1846–1925) (kinderlos, mit ihm erlosch die Linie Hessen-Philippsthal)
- Juliane von Hessen-Philippsthal (1761–1799), von 1787 bis 1799 Regentin von Schaumburg-Lippe
- Karl I. (Hessen-Philippsthal) (1682–1770), Landgraf von Hessen-Philippsthal
- Karl II. (Hessen-Philippsthal) (1803–1868), Landgraf von Hessen-Philippsthal
- Ludwig (Hessen-Philippsthal) (1766–1816), Landgraf von Hessen-Philippsthal
- Philipp (Hessen-Philippsthal) (1655–1721), Landgraf von Hessen-Philippsthal
- Wilhelm (Hessen-Philippsthal) (1726–1810), Landgraf von Hessen-Philippsthal